# Motorrad-Weltmeisterschaft 1983
Die Motorrad-WM-Saison 1983 war die 35. in der Geschichte der FIM-Motorrad-Straßenweltmeisterschaft.
In der Klasse bis 500 cm³ wurden zwölf, in den Klassen bis 250 cm³ und bis 125 cm³ elf, in der Klasse bis 50 cm³ sieben und bei den Gespannen acht Rennen ausgetragen.

## Punkteverteilung
| Punktewertung | Punktewertung | Punktewertung | Punktewertung | Punktewertung | Punktewertung | Punktewertung | Punktewertung | Punktewertung | Punktewertung | Punktewertung |
| ------------- | ------------- | ------------- | ------------- | ------------- | ------------- | ------------- | ------------- | ------------- | ------------- | ------------- |
| Platz         | 1             | 2             | 3             | 4             | 5             | 6             | 7             | 8             | 9             | 10            |
| Punkte        | 15            | 12            | 10            | 8             | 6             | 5             | 4             | 3             | 2             | 1             |

In die Wertung kamen alle erzielten Resultate.

## 500-cm³-Klasse

### Teams und Fahrer
| Team                    | Hersteller | Motorrad                  | Nr.        | Fahrer              | Läufe            |
| ----------------------- | ---------- | ------------------------- | ---------- | ------------------- | ---------------- |
| Team HB Suzuki          | Suzuki     | unbekannt                 | 1          | Franco Uncini       | 1–8              |
| Team HB Suzuki          | Suzuki     | unbekannt                 | 12         | Boet van Dulmen     | alle             |
| Team HB Suzuki          | Suzuki     | unbekannt                 | 12         | Loris Reggiani      | 1, 10–11         |
| Honda Racing Company    | Honda      | Honda NS 500              | 3          | Freddie Spencer     | alle             |
| Honda Racing Company    | Honda      | Honda NS 500              | 5          | Marco Lucchinelli   | alle             |
| Honda Racing Company    | Honda      | Honda NS 500              | 8          | Takazumi Katayama   | 1–11             |
| Honda Racing Company    | Honda      | Honda NS 500              | 9 47 43 35 | Ron Haslam          | 1–7, 9–12        |
| Yamaha Marlboro         | Yamaha     | Yamaha YZR500 (OW70)      | 4          | Kenny Roberts sr.   | alle             |
| Yamaha Marlboro         | Yamaha     | unbekannt                 | 22         | Carlos Lavado       | unbekannt        |
| Yamaha Marlboro         | Yamaha     | Yamaha OW70               | 27         | Eddie Lawson        | alle             |
| Team HB Suzuki          | Suzuki     | Suzuki XR45               | 6          | Randy Mamola        | alle             |
| Team HB Suzuki          | Suzuki     | unbekannt                 | 16         | Toni Mang           | 6, 10–12         |
| Heron Team Suzuki       | Suzuki     | Suzuki XR40               | 7          | Barry Sheene        | 1–4, 6–8, 10–12  |
| Heron Team Suzuki       | Suzuki     | unbekannt                 | 25         | Rob McElnea         | 10               |
| Heron Team Suzuki       | Suzuki     | Suzuki RG 500 Gamma       | 47 55 29   | Keith Huewen        | 2–12             |
| Team Sonauto Gauloises  | Yamaha     | unbekannt                 | 10         | Marc Fontan         | alle             |
| Cagiva Motor Italia     | Cagiva     | unbekannt                 | 11         | Virginio Ferrari    | 1–4, 6, 10, 12   |
| Cagiva Motor Italia     | Cagiva     | unbekannt                 | 20         | Jon Ekerold         | 1–2, 8, 12       |
| Shell Nederland         | Suzuki     | unbekannt                 | 12         | Boet van Dulmen     | alle             |
| Honda Switzerland       | Honda      | Honda RS 500              | 14         | Michel Frutschi (†) | 1–2              |
| Marlboro-Tissot         | Suzuki     | unbekannt                 | 15         | Sergio Pellandini   | 1–10             |
| Krauter-Vertrieb Racing | Suzuki     | unbekannt                 | 17         | Gustav Reiner       | 1–5, 7           |
| Team Johnson Elf        | Honda      | Honda RS 500              | 18         | Didier de Radiguès  | 2, 5, 9–12       |
| unbekannt               | Suzuki     | unbekannt                 | 19         | Wolfgang von Muralt | 2–12             |
| unbekannt               | Suzuki     | unbekannt                 | 20         | Jon Ekerold         | unbekannt        |
| unbekannt               | Honda      | Honda RS 500              | 23         | Fabio Biliotti      | 1, 4–8, 12       |
| HIRT Giapauto           | Honda      | unbekannt                 | 28         | Gianni Pelletier    | 3–7              |
| Stichting Ned.          | Honda      | unbekannt                 | 30 22      | Jack Middelburg     | 2–10, 12         |
| unbekannt               | Honda      | Honda RS 500/Honda NS 500 | 35         | Raymond Roche       | 1–8, 11–12       |
| unbekannt               | Suzuki     | unbekannt                 | 38 39      | Leandro Becheroni   | 1–4, 6, 10–12    |
| unbekannt               | Honda      | Honda RS 500              | 39         | Guido Paci (†)      | 1–2              |
| Marlboro                | Suzuki     | unbekannt                 | 41 33      | Philippe Coulon     | 2–12             |
| Mitsui Yamaha           | Yamaha     | unbekannt                 | 43 26      | Steve Parrish       | 1–6, 8–12        |
| Honda Britain Racing    | Honda      | unbekannt                 | 47         | Roger Marshall      | 8                |
| Honda Britain Racing    | Honda      | Honda NS 500              | 51         | Wayne Gardner       | 8, 10            |
| unbekannt               | Suzuki     | unbekannt                 | 49 46 13   | Chris Guy           | alle             |
| Jeb's Helmet Sweden     | Suzuki     | unbekannt                 | 50 41      | Peter Sjöström      | 2–4, 6, 8–12     |
| unbekannt               | Suzuki     | unbekannt                 | 51         | Ernst Gschwender    | 2–4, 6–9, 12     |
| Honda Italia            | Honda      | Honda RS 500              | 59 52      | Maurizio Massimiani | 1–2, 6–7, 10, 12 |
| unbekannt               | Suzuki     | unbekannt                 | ?          | Franz Kaserer       | unbekannt        |
| unbekannt               | Suzuki     | unbekannt                 | ?          | Børge Nielsen       | unbekannt        |
| Quelle:                 |            |                           |            |                     |                  |

| Legende         |
| --------------- |
| Stammfahrer     |
| Wildcard-Fahrer |
| Ersatzfahrer    |

### Rennergebnisse
|    | Datum  | Rennen                | Strecke           | Platz 1           | Platz 2           | Platz 3           | Pole-Position     | Schn. Rennrunde   |
| -- | ------ | --------------------- | ----------------- | ----------------- | ----------------- | ----------------- | ----------------- | ----------------- |
| 1  | 19.03. | GP von Südafrika      | Kyalami           | Freddie Spencer   | Kenny Roberts sr. | Ron Haslam        | Freddie Spencer   | Freddie Spencer   |
| 2  | 03.04. | GP von Frankreich     | Le Mans           | Freddie Spencer   | Marco Lucchinelli | Ron Haslam        | Kenny Roberts sr. | Freddie Spencer   |
| 3  | 24.04. | GP der Nationen       | Monza             | Freddie Spencer   | Randy Mamola      | Eddie Lawson      | Kenny Roberts sr. | Kenny Roberts sr. |
| 4  | 08.05. | GP von Deutschland    | Hockenheim        | Kenny Roberts sr. | Takazumi Katayama | Marco Lucchinelli | Freddie Spencer   | Takazumi Katayama |
| 5  | 22.05. | GP von Spanien        | Jarama            | Freddie Spencer   | Kenny Roberts sr. | Takazumi Katayama | Freddie Spencer   | Kenny Roberts sr. |
| 6  | 29.05. | GP von Österreich     | Salzburgring      | Kenny Roberts sr. | Eddie Lawson      | Randy Mamola      | Kenny Roberts sr. | Randy Mamola      |
| 7  | 12.06. | GP von Jugoslawien    | Rijeka            | Freddie Spencer   | Randy Mamola      | Eddie Lawson      | Freddie Spencer   | Freddie Spencer   |
| 8  | 25.06. | 53. Dutch TT          | Assen             | Kenny Roberts sr. | Takazumi Katayama | Freddie Spencer   | Kenny Roberts sr. | Kenny Roberts sr. |
| 9  | 03.07. | GP von Belgien        | Spa-Francorchamps | Kenny Roberts sr. | Freddie Spencer   | Randy Mamola      | Freddie Spencer   | Kenny Roberts sr. |
| 10 | 31.07. | GP von Großbritannien | Silverstone       | Kenny Roberts sr. | Freddie Spencer   | Randy Mamola      | Kenny Roberts sr. | Kenny Roberts sr. |
| 11 | 06.08. | GP von Schweden       | Anderstorp        | Freddie Spencer   | Kenny Roberts sr. | Takazumi Katayama | Freddie Spencer   | Kenny Roberts sr. |
| 12 | 04.09. | GP von San Marino     | Imola             | Kenny Roberts sr. | Freddie Spencer   | Eddie Lawson      | Kenny Roberts sr. | Kenny Roberts sr. |

### Fahrerwertung
| 1  | Freddie Spencer   | Honda  | 144 |
| 2  | Kenny Roberts sr. | Yamaha | 142 |
| 3  | Randy Mamola      | Suzuki | 89  |
| 4  | Eddie Lawson      | Yamaha | 78  |
| 5  | Takazumi Katayama | Honda  | 77  |
| 6  | Marc Fontan       | Yamaha | 64  |
| 7  | Marco Lucchinelli | Honda  | 48  |
| 8  | Ron Haslam        | Honda  | 31  |
| 9  | Franco Uncini     | Suzuki | 31  |
| 10 | Raymond Roche     | Honda  | 22  |

| 11 | Boet van Dulmen    | Suzuki | 17 |
| 12 | Jack Middelburg    | Honda  | 12 |
| 13 | Sergio Pellandini  | Suzuki | 11 |
| 14 | Barry Sheene       | Suzuki | 9  |
| 15 | Keith Huewen       | Suzuki | 7  |
| 16 | Guido Paci (†)     | Honda  | 3  |
|    | Giovanni Pelletier | Honda  | 3  |
| 18 | Toni Mang          | Suzuki | 2  |
| 19 | Mark Salle         | Suzuki | 1  |
|    | Paul Lewis         | Suzuki | 1  |

### Konstrukteurswertung
Der Konstrukteurstitel wurde Honda zuerkannt.

## 250-cm³-Klasse

### Rennergebnisse
|    | Datum  | Rennen                | Strecke           | Platz 1             | Platz 2            | Platz 3            | Pole-Position       | Schn. Rennrunde     |
| -- | ------ | --------------------- | ----------------- | ------------------- | ------------------ | ------------------ | ------------------- | ------------------- |
| 1  | 19.03. | GP von Südafrika      | Kyalami           | Jean-François Baldé | Didier de Radiguès | Hervé Guilleux     | Jean-François Baldé | Jean-François Baldé |
| 2  | 03.04. | GP von Frankreich     | Le Mans           | Alan Carter         | Jacques Cornu      | Thierry Rapicault  | Christian Sarron    | Alan Carter         |
| 3  | 24.04. | GP der Nationen       | Monza             | Carlos Lavado       | Thierry Espié      | Manfred Herweh     | Patrick Fernandez   | Iván Palazzese      |
| 4  | 08.05. | GP von Deutschland    | Hockenheim        | Carlos Lavado       | Patrick Fernandez  | Didier de Radiguès | Jacques Cornu       | Carlos Lavado       |
| 5  | 22.05. | GP von Spanien        | Jarama            | Hervé Guilleux      | Christian Sarron   | Martin Wimmer      | Jean-François Baldé | Jean-François Baldé |
| 6  | 29.05. | GP von Österreich     | Salzburgring      | Manfred Herweh      | Didier de Radiguès | Thierry Espié      | Didier de Radiguès  | Thierry Espié       |
| 7  | 12.06. | GP von Jugoslawien    | Rijeka            | Carlos Lavado       | Christian Sarron   | Manfred Herweh     | Didier de Radiguès  | Christian Sarron    |
| 8  | 25.06. | 53. Dutch TT          | Assen             | Carlos Lavado       | Iván Palazzese     | Hervé Guilleux     | Carlos Lavado       | Carlos Lavado       |
| 9  | 03.07. | GP von Belgien        | Spa-Francorchamps | Didier de Radiguès  | Christian Sarron   | Carlos Lavado      | Didier de Radiguès  | Christian Sarron    |
| 10 | 31.07. | GP von Großbritannien | Silverstone       | Jacques Bolle       | Thierry Espié      | Christian Sarron   | Patrick Fernandez   | Jacques Bolle       |
| 11 | 06.08. | GP von Schweden       | Anderstorp        | Christian Sarron    | Hervé Guilleux     | Carlos Lavado      | Didier de Radiguès  | Iván Palazzese      |

### Fahrerwertung
| 1  | Carlos Lavado          | Yamaha            | 100 |
| 2  | Christian Sarron       | Yamaha            | 73  |
| 3  | Didier de Radiguès     | Chevallier-Yamaha | 68  |
| 4  | Hervé Guilleux         | Kawasaki          | 63  |
| 5  | Thierry Espié          | Chevallier-Yamaha | 55  |
| 6  | Martin Wimmer          | Yamaha            | 45  |
| 7  | Manfred Herweh         | Real-Rotax        | 40  |
| 8  | Jean-François Baldé    | Chevallier-Yamaha | 32  |
| 9  | Jacques Cornu          | Yamaha            | 32  |
| 10 | Jacques Bolle          | Yamaha / Pernod   | 26  |
| 11 | Patrick Fernandez      | Bartol            | 26  |
| 12 | Alan Carter            | Yamaha            | 21  |
| 13 | Iván Palazzese         | Yamaha            | 20  |
| 14 | Thierry Rapicault      | Yamaha            | 19  |
| 15 | Jean-Louis Guignabodet | Yamaha            | 18  |
| 16 | Tony Head              | Armstrong-Rotax   | 14  |

| 17 | Reinhold Roth        | Fath-Yamaha     | 14 |
| 18 | Sito Pons            | Kobas-Rotax     | 10 |
| 19 | Bruno Lüscher        | Yamaha          | 8  |
| 20 | Guy Bertin           | MBA             | 7  |
| 21 | Raymond Freymond     | Armstrong-Rotax | 5  |
|    | Jean-Michel Mattioli | Yamaha          | 5  |
| 23 | Jean-Marc Toffolo    | Morena-Rotax    | 5  |
| 24 | Teruo Fukuda         | Yamaha          | 4  |
| 25 | Harald Eckl          | Yamaha          | 3  |
|    | Donnie Robinson      | Yamaha          | 3  |
|    | Christian Estrosi    | Pernod          | 3  |
| 28 | Carlos Cardús        | Kobas-Rotax     | 3  |
|    | Massimo Matteoni     | Yamaha          | 2  |
| 30 | Bernard Fau          | Yamaha          | 1  |
|    | Donnie McLeod        | Yamaha          | 1  |
|    | Graeme McGregor      | EMC-Rotax       | 1  |

### Konstrukteurswertung
Der Konstrukteurstitel wurde Yamaha zuerkannt.

## 125-cm³-Klasse

### Rennergebnisse
|    | Datum  | Rennen                | Strecke           | Platz 1           | Platz 2            | Platz 3              | Pole-Position      | Schn. Rennrunde      |
| -- | ------ | --------------------- | ----------------- | ----------------- | ------------------ | -------------------- | ------------------ | -------------------- |
| 1  | 03.04. | GP von Frankreich     | Le Mans           | Ricardo Tormo     | Jean-Claude Selini | Maurizio Vitali      | Ricardo Tormo      | Pierluigi Aldrovandi |
| 2  | 24.04. | GP der Nationen       | Monza             | Ángel Nieto       | Eugenio Lazzarini  | Ezio Gianola         | Ángel Nieto        | Ángel Nieto          |
| 3  | 08.05. | GP von Deutschland    | Hockenheim        | Ángel Nieto       | Eugenio Lazzarini  | Pier Paolo Bianchi   | Eugenio Lazzarini  | Ángel Nieto          |
| 4  | 22.05. | GP von Spanien        | Jarama            | Ángel Nieto       | Eugenio Lazzarini  | Pier Paolo Bianchi   | Maurizio Vitali    | Eugenio Lazzarini    |
| 5  | 29.05. | GP von Österreich     | Salzburgring      | Ángel Nieto       | Eugenio Lazzarini  | Pier Paolo Bianchi   | Eugenio Lazzarini  | Ángel Nieto          |
| 6  | 12.06. | GP von Jugoslawien    | Rijeka            | Bruno Kneubühler  | Maurizio Vitali    | Stefano Caracchi     | Fausto Gresini     | Bruno Kneubühler     |
| 7  | 25.06. | 53. Dutch TT          | Assen             | Ángel Nieto       | Ricardo Tormo      | Bruno Kneubühler     | Eugenio Lazzarini  | Ángel Nieto          |
| 8  | 03.07. | GP von Belgien        | Spa-Francorchamps | Eugenio Lazzarini | Ángel Nieto        | Ricardo Tormo        | Pier Paolo Bianchi | Eugenio Lazzarini    |
| 9  | 31.07. | GP von Großbritannien | Silverstone       | Ángel Nieto       | Bruno Kneubühler   | Hans Müller          | Ricardo Tormo      | Ángel Nieto          |
| 10 | 06.08. | GP von Schweden       | Anderstorp        | Bruno Kneubühler  | Fausto Gresini     | August Auinger       | Ricardo Tormo      | Ricardo Tormo        |
| 11 | 04.09. | GP von San Marino     | Imola             | Maurizio Vitali   | Hans Müller        | Pierluigi Aldrovandi | Ricardo Tormo      | Ángel Nieto          |

### Fahrerwertung
| 1  | Ángel Nieto          | Garelli       | 102 |
| 2  | Bruno Kneubühler     | MBA           | 76  |
| 3  | Eugenio Lazzarini    | Garelli       | 67  |
| 4  | Maurizio Vitali      | MBA           | 59  |
| 5  | Ricardo Tormo        | MBA           | 52  |
| 6  | Hans Müller          | Seel-MBA      | 43  |
| 7  | Johnny Wickström     | MBA           | 42  |
| 8  | Pier Paolo Bianchi   | Sanvenero     | 40  |
| 9  | Fausto Gresini       | MBA / Garelli | 37  |
| 10 | August Auinger       | MBA           | 30  |
| 11 | Pierluigi Aldrovandi | MBA           | 30  |
| 12 | Gerhard Waibel       | Seel-MBA      | 22  |
| 13 | Jean-Claude Selini   | MBA           | 20  |
| 14 | Stefano Caracchi     | MBA           | 19  |

| 15 | Willy Pérez            | MBA | 16 |
| 16 | Lucio Pietroniro       | MBA | 16 |
| 17 | Henk van Kessel        | MBA | 12 |
| 18 | Ezio Gianola           | MBA | 10 |
| 19 | Thomas Møller-Pedersen | MBA | 6  |
| 20 | Erich Klein            | MBA | 6  |
| 21 | Jikka Jaakkola         | MBA | 5  |
|    | Libero Piccirillo      | MBA | 5  |
| 23 | Giuseppe Ascareggi     | MBA | 3  |
|    | Stefan Dörflinger      | MBA | 3  |
| 25 | Hugo Vignetti          | MBA | 2  |
| 26 | Patrick Lagrive        | MBA | 1  |
|    | Jacky Hutteau          | MBA | 1  |
|    | Anton Straver          | MBA | 1  |

### Konstrukteurswertung
Der Konstrukteurstitel wurde MBA zuerkannt.

## 50-cm³-Klasse

### Rennergebnisse
|   | Datum  | Rennen             | Strecke    | Platz 1           | Platz 2           | Platz 3             | Pole-Position     | Schn. Rennrunde   |
| - | ------ | ------------------ | ---------- | ----------------- | ----------------- | ------------------- | ----------------- | ----------------- |
| 1 | 03.04. | GP von Frankreich  | Le Mans    | Stefan Dörflinger | Eugenio Lazzarini | Hagen Klein         | Stefan Dörflinger | Stefan Dörflinger |
| 2 | 24.04. | GP der Nationen    | Monza      | Eugenio Lazzarini | Claudio Lusuardi  | George Looijesteijn | Eugenio Lazzarini | Eugenio Lazzarini |
| 3 | 08.05. | GP von Deutschland | Hockenheim | Stefan Dörflinger | Eugenio Lazzarini | Gerhard Bauer       | Stefan Dörflinger | Stefan Dörflinger |
| 4 | 22.05. | GP von Spanien     | Jarama     | Eugenio Lazzarini | Stefan Dörflinger | Jorge Martínez      | Eugenio Lazzarini | Eugenio Lazzarini |
| 5 | 12.06. | GP von Jugoslawien | Rijeka     | Stefan Dörflinger | Hans Spaan        | Rainer Kunz         | Eugenio Lazzarini | Ricardo Tormo     |
| 6 | 25.06. | 53. Dutch TT       | Assen      | Eugenio Lazzarini | Stefan Dörflinger | Ricardo Tormo       | Stefan Dörflinger | Eugenio Lazzarini |
| 7 | 04.09. | GP von San Marino  | Imola      | Ricardo Tormo     | Stefan Dörflinger | Claudio Lusuardi    | Stefan Dörflinger | Ricardo Tormo     |

### Fahrerwertung
| 1  | Stefan Dörflinger   | Krauser-Kreidler | 81 |
| 2  | Eugenio Lazzarini   | Garelli          | 69 |
| 3  | Claudio Lusuardi    | Villa            | 38 |
| 4  | Hans Spaan          | Kreidler         | 34 |
| 5  | George Looijesteijn | Kreidler         | 34 |
| 6  | Hagen Klein         | FKN-Kreidler     | 33 |
| 7  | Ricardo Tormo       | Garelli          | 25 |
| 8  | Rainer Kunz         | FKN-Kreidler     | 21 |
| 9  | Gerhard Bauer       | Ziegler          | 20 |
| 10 | Theo Timmer         | Casal            | 17 |
| 11 | Reiner Scheidhauer  | Kreidler         | 17 |
| 12 | Ingo Emmerich       | Kreidler         | 14 |
| 13 | Jorge Martínez      | Bultaco          | 10 |

| 14 | Zdravko Matulja    | Tomos     | 8 |
| 15 | Paul Rimmelzwaan   | Roton     | 6 |
| 16 | Gerhard Singer     | Kreidler  | 6 |
| 17 | Otto Machinek      | Kreidler  | 6 |
| 18 | Paul Bordes        | Moto 2L   | 5 |
| 19 | Giuseppe Ascareggi | Minarelli | 4 |
| 20 | Jos van Dongen     | Kreidler  | 4 |
| 21 | Daniel Mateos      | Kreidler  | 3 |
| 22 | Hans Koopman       | Kreidler  | 2 |
|    | Mario Stocco       | Kreidler  | 2 |
|    | Paolo Priori       | Paolucci  | 2 |
| 25 | Massimo De Lorenzi | Minarelli | 1 |

### Konstrukteurswertung
Der Konstrukteurstitel wurde Garelli zuerkannt.

## Gespanne (500 cm³)

### Rennergebnisse
|   | Datum  | Rennen                | Strecke           | Platz 1                             | Platz 2                             | Platz 3                             | Pole-Position                       | Schn. Rennrunde                     |
| - | ------ | --------------------- | ----------------- | ----------------------------------- | ----------------------------------- | ----------------------------------- | ----------------------------------- | ----------------------------------- |
| 1 | 03.04. | GP von Frankreich     | Le Mans           | Rolf Biland / Kurt Waltisperg       | Mick Barton / Simon Birchall        | Werner Schwärzel / Andreas Huber    | Rolf Biland / Kurt Waltisperg       | Rolf Biland / Kurt Waltisperg       |
| 2 | 08.05. | GP von Deutschland    | Hockenheim        | Egbert Streuer / Bernard Schnieders | Alain Michel / Claude Monchaud      | Derek Jones / Brian Ayres           | Rolf Biland / Kurt Waltisperg       | Rolf Biland / Kurt Waltisperg       |
| 3 | 29.05. | GP von Österreich     | Salzburgring      | Rolf Biland / Kurt Waltisperg       | Werner Schwärzel / Andreas Huber    | Egbert Streuer / Bernard Schnieders | Rolf Biland / Kurt Waltisperg       | Alain Michel / Claude Monchaud      |
| 4 | 25.06. | 53. Dutch TT          | Assen             | Rolf Biland / Kurt Waltisperg       | Werner Schwärzel / Andreas Huber    | Masato Kumano / Kunio Takeshima     | Rolf Biland / Kurt Waltisperg       | Rolf Biland / Kurt Waltisperg       |
| 5 | 03.07. | GP von Belgien        | Spa-Francorchamps | Rolf Biland / Kurt Waltisperg       | Egbert Streuer / Bernard Schnieders | Alain Michel / Claude Monchaud      | Rolf Biland / Kurt Waltisperg       | Rolf Biland / Kurt Waltisperg       |
| 6 | 31.07. | GP von Großbritannien | Silverstone       | Egbert Streuer / Bernard Schnieders | Alain Michel / Claude Monchaud      | Derek Jones / Brian Ayres           | Egbert Streuer / Bernard Schnieders | Egbert Streuer / Bernard Schnieders |
| 7 | 06.08. | GP von Schweden       | Anderstorp        | Rolf Biland / Kurt Waltisperg       | Egbert Streuer / Bernard Schnieders | Werner Schwärzel / Andreas Huber    | Rolf Biland / Kurt Waltisperg       | Rolf Biland / Kurt Waltisperg       |
| 8 | 04.09. | GP von San Marino     | Imola             | Rolf Biland / Kurt Waltisperg       | Alain Michel / Claude Monchaud      | Werner Schwärzel / Andreas Huber    | Alain Michel / Claude Monchaud      | Rolf Biland / Kurt Waltisperg       |

### Fahrerwertung
| 1  | Rolf Biland          | Kurt Waltisperg                     | LCR-Yamaha     | 98 |
| 2  | Egbert Streuer       | Bernard Schnieders                  | LCR-Yamaha     | 72 |
| 3  | Werner Schwärzel     | Andreas Huber                       | Seymaz-Yamaha  | 67 |
| 4  | Alain Michel         | Claude Monchaud                     | LCR-Yamaha     | 57 |
| 5  | Masato Kumano        | Kunio Takeshima                     | LCR-Yamaha     | 39 |
| 6  | Derek Jones          | Brian Ayres                         | LCR-Yamaha     | 34 |
| 7  | Frank Wrathall       | Phil Spendlove                      | Seymaz-Yamaha  | 22 |
| 8  | Trevor Ireson        | Ashley Wooller bzw. Donnie Williams | Ireson-Yamaha  | 20 |
| 9  | Theo van Kempen      | Geral de Haas                       | LCR-Yamaha     | 18 |
| 10 | Alfred Zurbrügg      | Martin Zurbrügg                     | Seymaz-Yamaha  | 15 |
| 11 | Mick Barton          | Simon Birchall                      | Windle-Yamaha  | 13 |
| 12 | Hermann Huber        | Wolfgang Möckel                     | LCR-Yamaha     | 11 |
| 13 | Hein van Drie        | Willem van Dis                      | LCR-Yamaha     | 11 |
| 14 | Pentti Niinivaara    | Vesa Bienek                         | LCR-Yamaha     | 7  |
| 15 | Egon Schons          | Eckart Rösinger                     | Busch-Yamaha   | 7  |
| 16 | Steve Webster        | Tony Hewitt                         | Yamaha         | 6  |
| 17 | Wolfgang Stropek     | Hans-Peter Demling                  | LCR-Yamaha     | 6  |
| 18 | Siegfried Berger     | Edwin Berger                        | Ohrmann-Yamaha | 4  |
|    | Martin Kooij         | Raimond van den Groep               | Kova-Yamaha    | 4  |
| 20 | Hans Hügli           | Pierre Gonin bzw. Karl Paul         | Seymaz-Yamaha  | 4  |
|    | Amedeo Zini          | Carlo Sonaglia bzw. Guido Sala      | LCR-Yamaha     | 4  |
| 22 | Dennis Bingham       | Julia Bingham                       | Padgett-Yamaha | 3  |
| 23 | Jos Modder           | Erik De Groot                       | LCR-Yamaha     | 2  |
|    | Keith Cousins        | Phil Hookham                        | Yamaha         | 2  |
| 25 | Jean-François Monnin | Karl Paul                           | Seymaz-Yamaha  | 1  |
|    | Steve Abbott         | Donnie Williams                     | Seymaz-Yamaha  | 1  |

### Konstrukteurswertung
Der Konstrukteurstitel wurde LCR-Yamaha zuerkannt.

## Verweise